# Municipio de Marion (Nebraska)
El municipio de Marion (en inglés: Marion Township) es un municipio ubicado en el condado de Franklin en el estado estadounidense de Nebraska. En el año 2010 tenía una población de 157 habitantes y una densidad poblacional de 0,85 personas por km².

## Geografía
El municipio de Marion se encuentra ubicado en las coordenadas 40°10′36″N 98°53′45″O / 40.17667, -98.89583. Según la Oficina del Censo de los Estados Unidos, el municipio tiene una superficie total de 184.04 km², de la cual 184,04 km² corresponden a tierra firme y (0 %) 0 km² es agua.

## Demografía
Según el censo de 2010, había 157 personas residiendo en el municipio de Marion. La densidad de población era de 0,85 hab./km². De los 157 habitantes, el municipio de Marion estaba compuesto por el 100 % blancos. Del total de la población el 0 % eran hispanos o latinos de cualquier raza.